# بلچکا
بلچکا (به مجاری:  Belecska) یک شهرداری در مجارستان است که در ناحیه تاماشی واقع شده‌است. بلچکا ۱۴٫۴ کیلومتر مربع مساحت و ۴۵۱ نفر جمعیت دارد.